# Araneus sinuosus
Araneus sinuosus là một loài nhện trong họ Araneidae.
Loài này thuộc chi Araneus. Araneus sinuosus được William Joseph Rainbow miêu tả năm 1893.